# Tenzing Norgay
Tenzing Norgay (ne= तेन्जिङ नोर्गे शेर्पा) (15 mai(?) 1914 – 9 mai 1986 , Darjeeling, India) a fost un șerpaș nepalez. Norgay împreună cu neo-zeelandezul Edmund Hillary au fost primii oameni care au cucerit vârful cel mai înalt al lumii, Everest, la 29 mai 1953.

## Vezi și
- Listă de munți care au altitudinea peste 8.000 de m
- Jamling Tenzing Norgay

## Legături externe
- Tenzing Norgay Adventures: Tenzing Norgay Sherpa[nefuncțională]